# Cot Urung Mataie
Cot Urung Mataie är en kulle i Indonesien.   Den ligger i provinsen Aceh, i den västra delen av landet, 1 700 km nordväst om huvudstaden Jakarta. Toppen på Cot Urung Mataie är 59 meter över havet.
Terrängen runt Cot Urung Mataie är platt, och sluttar norrut.Runt Cot Urung Mataie är det tätbefolkat, med 319 invånare per kvadratkilometer. Närmaste större samhälle är Bireun, 17,9 km väster om Cot Urung Mataie. Trakten runt Cot Urung Mataie består till största delen av jordbruksmark.